# Bartolomeo Manfredi
Cet article concerne le peintre. Pour le mathématicien, voir Bartolomeo Manfredi (mathématicien).
Pour les articles homonymes, voir Manfredi.
Bartolomeo Manfredi (baptisé le 25 août 1582 à Ostiano en Lombardie – mort le 12 décembre 1622 à Rome) est un peintre italien du XVIIe siècle, l'un des grands disciples (ou prétendu tel) de Caravage.

## Biographie
Bartolomeo Manfredi est né à Ostiano, dans la province de Crémone, en Lombardie. Il eut probablement l'occasion de rencontrer à Mantoue en 1595, Cristoforo Roncalli, appelé Pomarancio, qui aurait été son premier maître. La date de son arrivée à Rome, peut-être motivée par sa relation avec Roncalli, ne peut être précisée. Il y fut toutefois un des premiers émules du style innovant du Caravage, avec son clair-obscur soutenu, et son insistance sur le naturalisme, avec un don pour raconter une histoire à travers l'expression et le langage corporel de ses personnages. La Punition de Cupidon (Art Institut de Chicago), montre clairement cet ascendant. Il apporta une touche très personnelle aux thèmes caravagesques de tables de joueurs, diseurs de bonne aventure, concerts et banquets, si bien que l'expression Manfrediana methodus fut inventée pour lui.
Le Caravage, malgré la brièveté de sa carrière — il atteint la gloire vers 1600, dut s'exiler en 1606 et mourut quatre ans plus tard —  exerça une grande influence sur les artistes de la génération suivante, en particulier à Rome et Naples. Parmi ces « caravagesques », c'est Manfredi qui semble avoir été le plus efficace pour transmettre l'héritage du maître auprès des peintres étrangers, venus notamment de France et d'Utrecht, pour étudier en Italie. Gerard Seghers (ou Segers; 1589-1651) fut l'un de ses élèves. 
Artiste à succès, ayant avant ses trente ans un serviteur attaché à sa personne, Manfredi fut, selon son biographe Giulio Mancini, « un homme d'apparence distinguée et au comportement raffiné ». Bien qu'il ne se soit que rarement montré en société, il a construit sa carrière autour de la peinture sur chevalet pour des clients privés. Il ne rechercha pas les commandes publiques sur lesquelles sont bâties les plus grandes notoriétés mais ses œuvres entrèrent dans de grandes collections dès le XVIIe siècle, époque où il fut considéré comme égal, si ce n'est supérieur au Caravage. Son Mars châtiant Cupidon offre un indice intéressant sur une œuvre perdue de Caravage : le maître avait promis une peinture sur ce thème à Mancini, mais celle-ci fut prise par un autre client de Caravage, le cardinal Francesco Maria del Monte. Mancini commanda alors cette peinture à Manfredi.
Vers 1620, il eut comme compagnon Francesco Furini qu'il a initié au naturalisme du Caravage.
Manfredi mourut à Rome à l'âge de 40 ans, en 1622.

## Œuvres
- La Salle des gardes, huile sur toile, Gemäldegalerie, Dresde
- Mars châtiant Cupidon, Art Institute of Chicago
- Jésus chassant les Marchands du Temple, musée des beaux-arts, Libourne (France)
- La Diseuse de bonne aventure, v.1610, huile sur toile, Détroit, Institute of Arts (reprend le sujet du tableau du Caravage portant le même titre)
- Le Triomphe de David, v. 1615, toile, 128 × 97 cm, musée du Louvre[4]
- Judith et Holopherne, v. 1625, huile sur toile, Museo Nazionale, La Valette (Malte)
- Les Joueurs de cartes et Le Concert, 1626, huiles sur toile, 130 × 191 cm, anciennement au musée des Offices, corridor de Vasari, détruits lors de l'attentat de mai 1993. Offerts en 1626 par Ferdinand II à sa mère pour le Nouvel an[5].
- Jésus parmi les docteurs, huile sur toile, 130 × 191 cm, musée des Offices, corridor de Vasari[5].
- Caïn et Abel, huile sur toile, 171 × 122 cm, musée des Offices, corridor de Vasari. Attribué à Manfredi par Roberto Longhi, mais d'autres l'attribue à Orazio Riminaldi[5].
- L'Apparition du Christ à la Vierge, collection privée, Florence. Faisait partie de la collection du marquis Vincenzo Giustiniani[1].
- Le couronnement d'épines, 1615, musée de Tessé, Le Mans[6].
- Réunion des buveurs, v. 1620, huile sur toile 130 x 190